# Kościół Niepokalanego Poczęcia Najświętszej Maryi Panny w Markach
Kościół Niepokalanego Poczęcia Najświętszej Maryi Panny w Markach – rzymskokatolicki kościół parafialny należący do dekanatu zielonkowskiego diecezji warszawsko-praskiej.

## Historia
Świątynia została zaprojektowana przez architekta Jana Hinza w stylu "gotycko-nadwiślańskim". W dniu 3 maja 1899 roku został wmurowany kamień węgielny. Budowa ścian zewnętrznych trwała 3 miesiące i w grudniu 1899 roku zostały poświęcone mury. Budowa wieży została zakończona w 1903 roku. W 1904 roku kościół konsekrował kardynał Aleksander Kakowski. Świątynia została wzniesiona dzięki staraniom księdza Jakuba Dąbrowskiego, któremu pomógł prezes Komitetu Budowy, Franciszek Małachowski. Początkowo marecki kościół był rektoratem. Dopiero, w dniu 20 października 1917 roku została utworzona samodzielna parafia św. Izydora przez wspomnianego wyżej kardynała Aleksandra Kakowskiego. W dniu 8 września 1944 roku wojska hitlerowskie wysadziły wieżę. Jej odbudowę zakończono w 1961 roku. W 1959 roku, w lewym bocznym ołtarzu została umieszczona kopia cudownego wizerunku Matki Bożej Częstochowskiej, przywieziona przez parafian z Jasnej Góry. W 1967 roku w oknach zostały umieszczone witraże wykonane przez pracownię Jerzego Olszewskiego i zaprojektowane przez Halinę Cieślińską-Brzeską. W latach 70. XX wieku zostały zdjęte dachówki i dach świątyni został pokryty blachą miedzianą.

## Architektura
Jest to świątynia trzynawowa, oparta na ośmiu kolumnach, wybudowana z cegły na planie krzyża. Jej wymiary to: wysokość wieży - 44 metry, długość - 46 metrów, szerokość - 20 metrów, wysokość wnętrza od 8 do 12 metrów.